# Египетская футбольная ассоциация
Еги́петская футбо́льная ассоциа́ция (араб. الاتحاد المصري لكرة القدم‎, англ. Egyptian Football Association) — организация, осуществляющая контроль и управление футболом в Египте. Располагается в столице государства — Каире. ЕФА основана в 1921 году, вступила в ФИФА в 1923 году, а в КАФ — в 1957 году, сразу после создания организации. В 1974 году также одним из стала членов-основателей УАФА. Ассоциация организует деятельность и управляет национальными сборными по футболу (мужской, женской, молодёжными). Под эгидой ассоциации проводится чемпионат страны и многие другие соревнования.